# Од учесника до истраживача – деца у партиципативним истраживањима
Од учесника до истраживача – деца у партиципативним истраживањима је научна монографија редовне професорке Филозофског факултета Универзитета у Београду Јелене Врањешевић, објављена 2015. године. Књига је настала као резултат дугогодишњег бављења ауторке правима детета, посебно партиципативним правима и њиховом развојно-психолошком заснованошћу и представља покушај да се одрасли подстакну да размишљају о томе да ли су баш увек и једино они експерти за искуство детета и да почну да уважавају децу као експерте за сопствено искуство, да се охрабре да користе разне начине да истражују искуство са становишта саме деце и да кроз сарадњу са њима науче и подстакну их да питају и истражују.

## О ауторки
Јелена Врањешевић је редовни професор на Одељењу за педагогију и андрагогију Филозофског факултета Универзитета у Београду. Професорка је на предметима педагошка и развојна психологија, као и предметима Комуникација и конструктивно решавање сукоба и Психологија целоживотног развоја на основним студијама. Ауторка је књига Развојне компетенције и партиципација деце: од стварног ка могућем, Промена слике о себи: аутопортрет адолесценције и Одрастање на маргини. Коаутор је књиге Невидљиво дете – слика детета у медијима. Бави се развојем деце и адолесцената, правима детета, праведности у образовању, интеркултуралним образовањем и професионалним развојем наставника.

## О књизи
У уводу ауторка наводи да идеја о томе да деца треба да буду укључена (у складу са развојним могућностима) у доношење одлука о стварима које их се тичу код одраслих изазива нелагоду јер од њих захтева да слику детета као некомпетентног, незрелог, беспомоћног бића и будућег одраслог замене сликом детета као активног, компетентног учесника у сопственом развоју који може много тога да понуди у садашњем тренутку. Овакво схватање, према ауторки, повлачи и промену у устаљеним односима моћи између деце и одраслих: уместо хијерархијског модела у којем су одрасли увек на врху самим тим што су одрасли, партиципативни процес подразумева кооперативни модел моћи у оквиру којег се она дели у процесу сарадње и дијалога између одраслих и деце. Наводи да партиципација представља позив на преиспитивање дискриминаторских пракси у односу на децу које се обично не преиспитују будући да су често образложене најбољим интересом деце или су постале део режима истине, онога што се у друштву сматра нормалним и природним начином на који ствари треба да функционишу. Напротив томе, идеја партиципације подразумева да је сарадња одраслог и детета кључна за развој. У уводу се наводе пропусти одраслих који представљају на неки начин и структуру књиге и разлоге (циљеве) због којих је написана: веровање да одрасли боље знају шта дете мисли, осећа и шта му треба и да су они, а не деца, експерти за њихово искуство; истраживање и вредновање дечјег искуства из свог угла уместо из угла самог детета и не слушање деце, не уважавање њиховог мишљења, не пружање прилике да вежбају самосталност и одговорност кроз процес доношења одлука и ускраћивање могућност да науче да постављају (права) питања. У књизи су представљене препреке за укључивање деце у истраживачки процес, о одраслоцентричној перспективи у истраживањима и разлозима за њен опстанак и трајање, о промени парадигме истраживања у погледу све веће укључености деце у истраживачки процес и факторима који су допринели тој промени, о различитим начинима укључивања деце у истраживања, о партиципативној методологији. Књига је намењена првенствено одраслима зато што „слободни научник” у детету (у највећој мери) од њих зависи.